# Захарія (цар Ізраїлю)
Захарія — цар ізраїльський, син Єровоама II; царював 6 місяців (2 Цар. 15:8).

## Життєпис
Отже Захарія став царем Ізраїля на тридцять восьмому році Азарії, юдейського царя. В. Олбрайт датує цей період 746–745 р. до н. е., а Е. Тілє відносить час його царювання до 753–752 р. до н. е.